# Mammillaria sempervivi
Mammillaria sempervivi (укр. Мамілярія вічножива, мамілярія семпервіві) — сукулентна рослина з роду мамілярія (Mammillaria) родини кактусових (Cactaceae).

## Історія

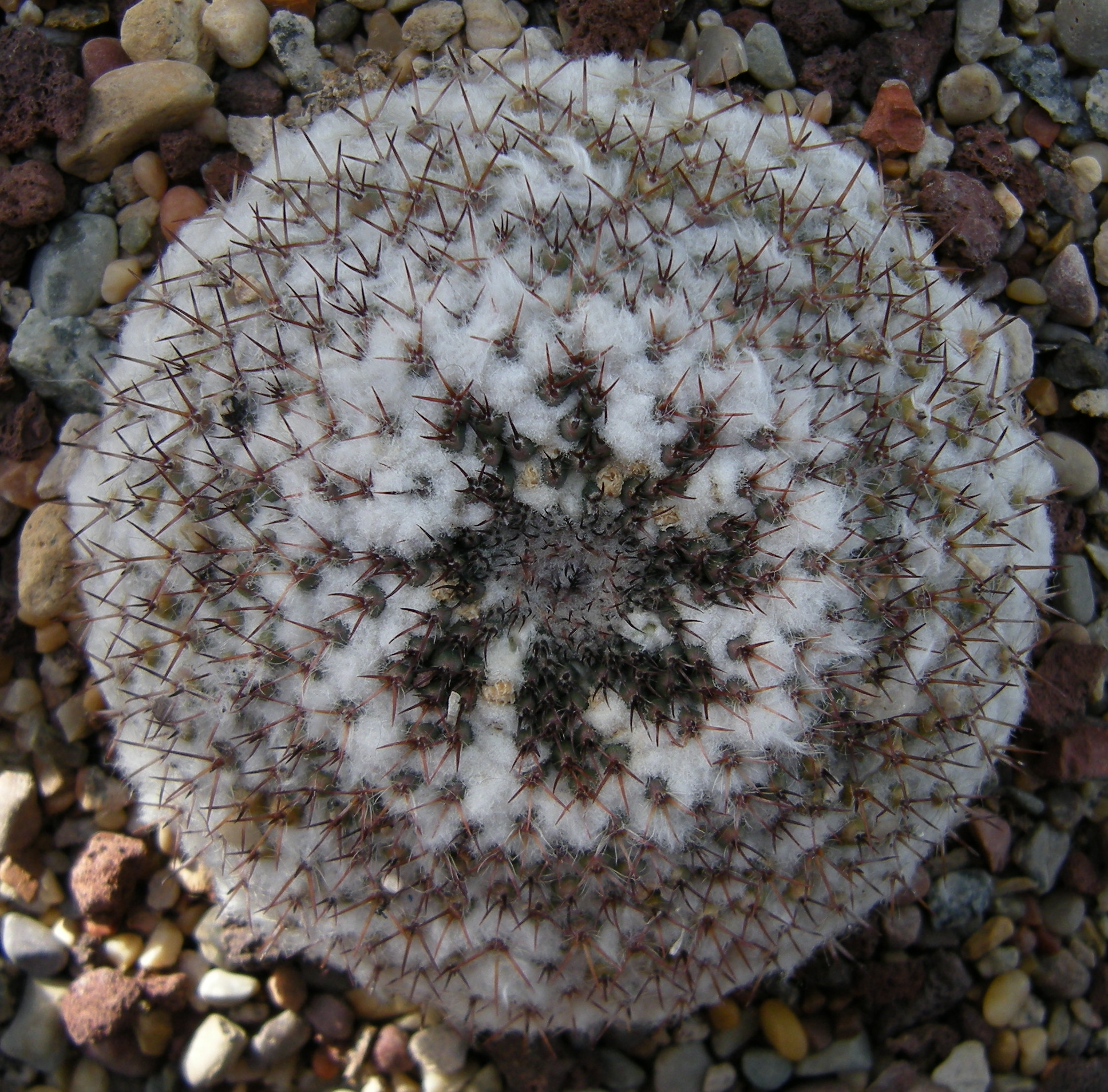
Mammillaria sempervivi в оранжереї Парку волонтерів, Сіетл, штат Вашингтон, США

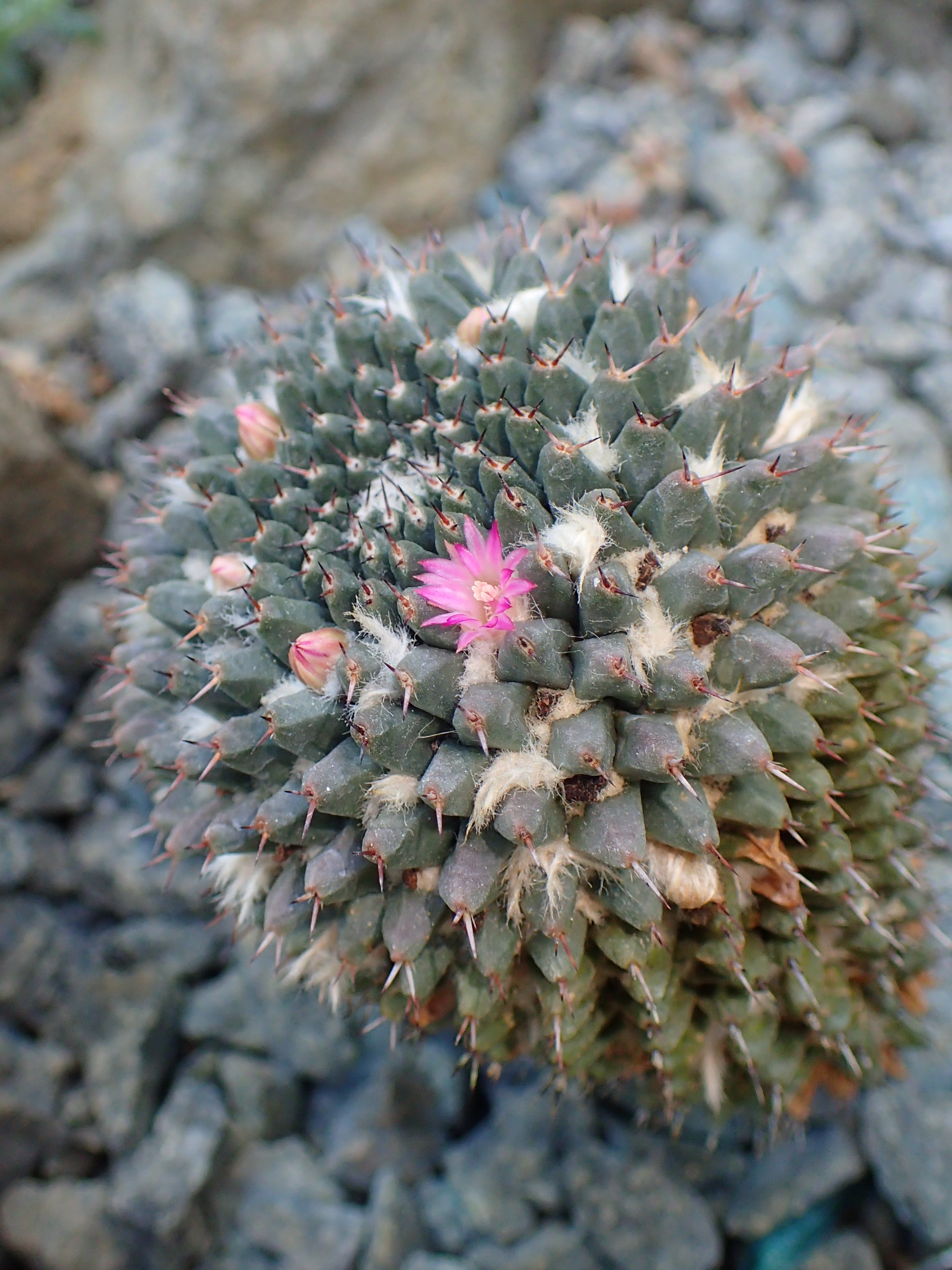
Цвітіння Mammillaria sempervivi в Ботанічному саду Жибоу, Румунія

Вид вперше описаний швейцарським ботаніком Огюстеном Пірамом Декандолєм (фр. Augustin Pyramus (Pyrame) de Candolle, 1778—1841) у 1828 році у виданні фр. «Mémoires du Muséum d'Histoire Naturelle».

## Етимологія
Видова назва походить від лат. sempervivus — «вічно живий».

## Ареал і екологія
Mammillaria sempervivi є ендемічною рослиною Мексики. Ареал розташований у штатах Ідальго, Сан-Луїс-Потосі, Нуево-Леон, Гуанахуато і Керетаро. Рослини зростають на висоті від 1300 до 2250 метрів над рівнем моря передгірському матторалі на вапняних ґрунтах.

## Морфологічний опис
| Орган              | Опис |
| Рослини            | спочатку поодинокі, пізніше формують групи і не набагато піднімаються вище рівня землі.                           |
| Центральний корінь | великий |
| Стебло             | здавлено-кулясте, в діаметрі 7-10 см.                                                                             |
| Епідерміс          | тьмяно-сіро-зелений.                                                                                              |
| Маміли             | пірамідальні, тверді, з молочним соком.                                                                           |
| Ареоли             | |
| Аксили             | покриті пухом. |
| Центральні колючки | 2-3, короткі, міцні, червонувато-коричневі до чорних, з віком стають сірими, до 4 мм завдовжки.                   |
| Радіальні колючки  | зазвичай на молодих рослинах тільки 2-6, білі, щетино-подібні, до 3 мм завдовжки.                                 |
| Квіти              | воронкоподібні, які виростають трохи вище туберкул, брудно-білі до блідо-жовтих, до 10 мм завдовжки і в діаметрі. |
| Бутони             | |
| Зовнішні пелюстки  | |
| Внутрішні пелюстки | |
| Тичинки            | |
| Маточка            | |
| Плоди              | булавоподібні, червоні, до 10 мм завдовжки.                                                                       |
| Насіння            | коричневе. |

## Чисельність, охоронний статус та заходи по збереженню
Mammillaria sempervivi входить до Червоного списку Міжнародного союзу охорони природи видів, з найменшим ризиком (LC).
Вид широко поширений і хоч він рідкісний у всьому діапазоні зростання, чисельність його не знижується зі швидкістю, достатньою для обґрунтування внесення до категорії росин, що перебувають під загрозою.
Існує загроза через випас худоби, що спричиняє витоптування, а незаконний збір загрожує деяким субпопуляціям.
Необхідні подальші дослідження щодо екології цього виду.
Охороняється Конвенцією про міжнародну торгівлю видами дикої фауни і флори, що перебувають під загрозою зникнення (CITES).

## Використання та торгівля
Вид рідко використовується як декоративний.

## Утримання в культурі
Нескладний у вирощуванні вид, але зростає повільно. До розміру близько 10 см доростає за 8 років, а кущитися починає ще пізніше. За звітами, виростає на вапняках, тому рекомендовано додати в ґрунтову суміш вапняну крихту. Легко цвіте. Рослина досить морозостійка, якщо зберігати її сухою, витримує до -5 °C.
У культурі довгий час під цією назвою поширювалася інша мамілярія — рослина з рожевими квітками, густо опушена, яка є насправді Mammillaria formosa subsp. pseudocrucigera.